# 江本有佳里
江本 有佳里(えもと あかり）は、日本のシンガーソングライター・作詞・作曲家。ボイストレーナー。千葉県出身。

## 来歴
父をプロゴルファーに持つ2人姉妹の次女として生まれる。千葉県立流山東高等学校卒業。
幼稚園の頃から音楽が好きでエレクトーン・ピアノを始める。中学生 の時に歌手になることを本格的に目指す。中学3年生の時に音楽事務所に所属し、ヴォーカリストとして音楽活動をスタート。その後、事務所を移る。高校時代から作詞・作曲に興味を持ち、ピアノで曲を作り始め、シンガーソングライターとして、ピアノの弾き語りでライブ活動を始める。
音楽活動をメインに大手レコード会社の仮歌やコーラスの仕事、 その他広告・パンフレットモデル、ボイストレーナー、タレント業も行う（その他、ラジオ、ショートムービー、ミュージカル出演 など）。
2006年
ソロと並行してユニットJewelとして活動を始め、ライブハウスやショッピングモールで歌う。
「Jewel I」(7月)「Jewel II」(11月)をシングルとして発表。
2007年
5月、シングル「Jewel III」発売（同年、Jewel解散）。ソロ活動に重点を置く。
2008年
2月、ミュージカル「社会の窓」に出演。
シンガーソングライターとして活動しながら、楽曲提供を始める。
元SDN48の大河内美紗、すわじゅんこと3人で「無謀なことに挑戦するアイドルユニット」と題し、即席ユニットを結成し、ライブ活動やラジオ「JAMJAMcafe」の放送を開始する。
2009年
レゲエシンガー輝子のMINI ALBUM「MY PLACE」のタイトル曲「MY PLACE」のミュージックビデオに出演。
2011年
音楽活動と並行して、定期的にbayfm・ラジオ日本の番組への出演。観光協会の広告モデルやリポーターとしても活動。
2012年
5月、Album「カラフル」をリリース。
ショートムービー NTTプレゼンツ「TIME DRIFTER」に大学生役で出演。
10月、シンガーソングライターすわじゅんこと、Webラジオ「HOT ホッと RADIO」をスタート。
2013年
3月、大阪にて『HOT ホッと RADIO』の公開収録を行う。
9月、京都市の世界遺産 醍醐寺にて「てらこやプロジェクト」に参加。このプロジェクト用に交流の深いシンガーソングライターすわじゅんこと共に5曲新曲を書きおろし、ストーリー形式でステージを行う。同プロジェクトにて、子供向けに作詞・作曲をテーマとしたワークショップを開催。
11月、東京にて『HOT ホッと RADIO』の公開収録を行う。
ブライダル会社 Pure selectのCMサウンドの作詞・作曲を行う。
2014年
11月、醍醐寺にて「てらこやプロジェクト」に、二度目の参加。
3月、すわじゅんこと初共同作品として、シングル「Smile Again」をリリース。同月、NPO法人のボーカル講師を始める。
2015年
7月、LDHが運営するダンス&ボーカルスクールEXILE PROFESSIONAL GYM(EXPG STUDIO BY LDH)のボーカル講師を始める。
2016年
7月25日、約4年ぶりとなるミニアルバム「Dear」をリリース。サウンドプロデューサーとして藤谷一郎を迎える。同日、柏パルーザ(千葉県柏市柏3-2-22)にて、レコ発ライブ開催。

## 人物・エピソード
- 肉好きで野菜嫌い。
- 小学生の時、学校のスポーツクラブでミニバスケットボールを始め、中学時代も3年間バスケットボール部に所属。
- 試合があるとテレビ中継でもユニフォームを着て応援するほどのサッカーファン。
- 書道2段を持っている。
- 料理が得意で、度々ブログで公開。

## ディスコグラフィ

### CD
1. オリジナルミニアルバム「カラフル」（2012年5月24日リリース）全曲、作詞・作曲 江本有佳里
  1. MSEASON
  2. Everything
  3. 愛のMelody
  4. 1つだけ叶うなら。
  5. シルエット
  6. 証 feat.輝子
  7. HAPPY DAYS
  8. Dreamer(Album ver.)
2. シングルCD「Smile Again」（2014年3月2日リリース）作詞・作曲 江本有佳里/すわじゅんこ
  1. Smile Again
  2. Smile Again(カラオケ)
3. オリジナルミニアルバム「Dear」（2016年7月25日リリース）江本有佳里　(サウンドプロデュース 藤谷一郎)
  1. Dear
  2. 歩みの行方
  3. めぐり逢えたから
  4. 私の好きな人
  5. Believe in my love
  6. Flower Shower
  7. Forever Love